# Liste der Baudenkmale in Kihikihi
Die Liste der Baudenkmale in Kihikihi umfasst alle vom New Zealand Historic Places Trust (NZHPT) als „Historic Place“ oder „Historic Area“ eingestuften Baudenkmale und Flächendenkmale der neuseeländischen Ortschaft Kihikihi. Die Angaben stammen aus dem Register des NZHPT. Die Bezeichnungen der Baudenkmale orientieren sich an diesem Register. In die Liste werden auch bekannte Wahi Tapu (Area), kulturell und religiös bedeutsame Stätten und Gebiete der Māori, aufgenommen. Sie werden jedoch meist nicht publiziert.

| Bild                   | Bezeichnung                          | Ort      | Anschrift                                | Beschreibung                                         | Bauzeit | Eintrag           | Nummer | Kat. |
| ---------------------- | ------------------------------------ | -------- | ---------------------------------------- | ---------------------------------------------------- | ------- | ----------------- | ------ | ---- |
| weitere Bilder         | Christ Church (Anglican)             | Kihikihi | 16 Lyon Street Karte                     | Kirche, anglikanische                                | 1880    | 2. März 2011      | 0744   | 2    |
| BW                     | Major Jackson's House                | Kihikihi | 10 Grey Street Karte                     | Wohnhaus eines ehemaligen Bürgermeisters             | n.a.    | 5. September 1985 | 0746   | 2    |
| weitere Bilder         | Alpha Hotel                          | Kihikihi | Lyon Street und Havelock Street Karte    | Hotel                                                | n.a.    | 5. September 1985 | 4330   | 2    |
| BW                     | Constable's House and Police Station | Kihikihi | Havelock Street Karte                    | Wohnhaus des Constable, Polizeistation und Gefängnis | n.a.    | 5. September 1985 | 4331   | 2    |
| weitere Bilder         | Town Hall                            | Kihikihi | 28 Lyon Street Karte                     | Gemeindehalle                                        | 1904    | 5. September 1985 | 4332   | 2    |
| World War One Memorial | World War One Memorial               | Kihikihi | 19 Lyon Street, Havelock St Domain Karte | Gedenkstätte für den Ersten Weltkrieg                | 1920    | 5. September 1985 | 4333   | 2    |
| weitere Bilder         | Star Hotel                           | Kihikihi | 58-60 Lyon Street Karte                  | Hotel                                                | 1883    | 5. September 1985 | 4334   | 2    |
| BW                     | House                                | Kihikihi | 94 Lyon Street Karte                     | Wohnhaus                                             | n.a.    | 5. September 1985 | 4338   | 2    |